# العلاقات الكورية الشمالية الناميبية
العلاقات الكورية الشمالية الناميبية هي العلاقات الثنائية التي تجمع بين كوريا الشمالية وناميبيا.

## مقارنة بين البلدين
هذه مقارنة عامة ومرجعية للدولتين:
| وجه المقارنة                                              | كوريا الشمالية                        | ناميبيا      |
| --------------------------------------------------------- | ------------------------------------- | ------------ |
| المساحة (كم2)                                             | 120.54 ألف                            | 825.62 ألف   |
| عدد السكان (نسمة)                                         | 25.49 مليون                           | 2.53 مليون   |
| الكثافة السكانية (ن./كم²)                                 | 211.47                                | 3.06         |
| العاصمة                                                   | بيونغيانغ                             | ويندهوك      |
| اللغة الرسمية                                             | لغة كوريا الشمالية القياسية ‏          | لغة إنجليزية |
| العملة                                                    | وون كوري شمالي                        | دولار ناميبي |
| الناتج المحلي الإجمالي (بليون دولار)                      |                                       | 13.24 مليار  |
| الناتج المحلي الإجمالي (تعادل القوة الشرائية) بليون دولار |                                       | 25.60 مليار  |
| الناتج المحلي الإجمالي الاسمي للفرد دولار أمريكي          |                                       | 4.67 ألف     |
| الناتج المحلي الإجمالي للفرد دولار أمريكي                 |                                       | 9.96 ألف     |
| مؤشر التنمية البشرية                                      |                                       | 0.628        |
| رمز المكالمات الدولي                                      | +850                                  | +264         |
| رمز الإنترنت                                              | .kp                                   | .na          |
| المنطقة الزمنية                                           | ت ع م+08:30، ت ع م+08:30، ت ع م+09:00 | ت ع م+02:00  |

## منظمات دولية مشتركة
يشترك البلدان في عضوية مجموعة من المنظمات الدولية، منها:
| علم المنظمة | اسم المنظمة              | تاريخ انضمام كوريا الشمالية | تاريخ انضمام ناميبيا |
| ----------- | ------------------------ | --------------------------- | -------------------- |
|             | الأمم المتحدة            | 17 سبتمبر 1991              | 23 أبريل 1990        |
|             | الاتحاد الدولي للاتصالات | ?                           | 25 يناير 1984        |
|             | الاتحاد البريدي العالمي  | ?                           | ?                    |
|             | يونسكو                   | 18 أكتوبر 1974              | 2 نوفمبر 1978        |

## وصلات خارجية
- موقع وزارة الخارجية الكورية الشمالية